# Лаодикийский собор

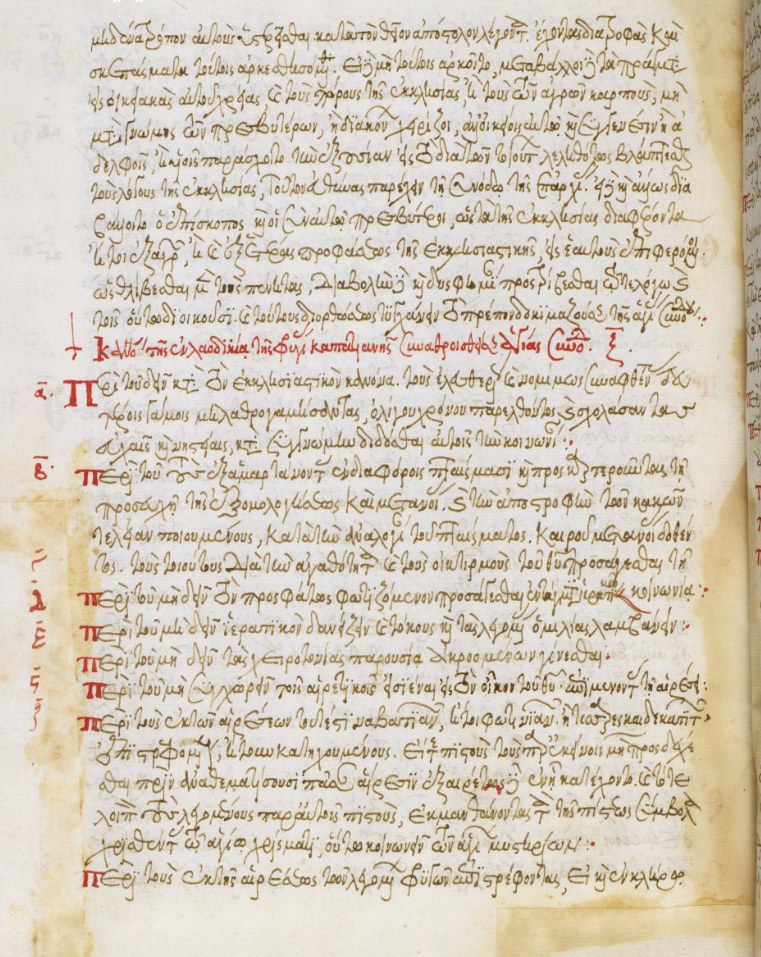
Правила Лаодикийского собора. Греческая рукопись, ноябрь 1600 года. Британская библиотека.

Лаодики́йский собо́р (греч. Σύνοδος ἐν Λαοδικείᾳ τῆς Φρυγίας) — поместный собор христианской церкви, состоявшийся около 360 года в городе Лаодикия (Малая Азия).
По другой версии, собор проходил не позднее 343 года, так как во втором правиле Шестого Вселенского собора Лаодикийский собор упоминается раньше Сардикийского, состоявшегося в 343 году. В частности, в иных источниках указано, что он собирался за несколько лет до Первого Вселенского Собора.
Собор составил 60 правил относительно вопросов церковного управления и христианского благочестия. 59-е правило запрещает чтение в церквях библейских книг, не обозначенных в соборном постановлении, и следующим 60-м правилом определяет библейский канон Ветхого и Нового Заветов в следующем составе:

Чита́ти подоба́етъ кни́ги сїѝ, ве́тхагѡ завѣ́та: а҃, бытїѐ мі́ра. в҃, и҆схо́дъ и҆з̾ є҆гѵ́пта. г҃, леѵі́тъ. д҃, чи́сла. є҃, второзако́нїе. ѕ҃, і҆исꙋ́съ наѵи́нъ. з҃, сꙋдїѝ, рꙋ́ѳь. и҃, є҆сѳи́рь. ѳ҃, ца́рствъ пе́рваѧ и҆ втора́ѧ. і҃, ца́рствъ тре́тїѧ и҆ четве́ртаѧ. а҃і, паралїпо́менонъ пе́рваѧ и҆ втора́ѧ. в҃і, є҆́здры пе́рваѧ и҆ втора́ѧ. г҃і, кни́га ѱалмѡ́въ ста̀ пѧти́десѧти. д҃і, при̑тчи соломѡ́на. є҃і, є҆кклисїа́стъ. ѕ҃і, пѣ́снь пѣ́сней. з҃і, і҆́ѡвъ. и҃і, двана́десѧть проро́кѡвъ. ѳ҃і, и҆са́їа. к҃, і҆еремі́а, варꙋ́хъ, пла́чь и҆ посла́нїе. к҃а, і҆езекі́иль. к҃в, данїи́лъ. Но́вагѡ же завѣ́та, є҆ѵⷢ҇лїй четы́ре: ѿ матѳе́а, ѿ ма́рка, ѿ лꙋкѝ, ѿ і҆ѡа́нна, дѣѧ̑нїѧ а҆пⷭ҇льскїѧ, посла́нїй собо́рныхъ се́дмь сі́и: і҆а́кѡва є҆ди́но, петра̀ два̀, і҆ѡа́нна трѝ, і҆ꙋ́ды є҆ди́но: посла́нїй па́ѵловыхъ четырена́десѧть, къ ри́млѧнѡмъ є҆ди́но, къ корі́нѳѧнѡмъ два̀, къ гала́тѡмъ є҆ди́но, къ є҆фесе́ємъ є҆ди́но, къ фїлїпписі́ємъ є҆ди́но, къ колосса́ємъ є҆ди́но, къ солꙋ́нѧнѡмъ два̀, къ є҆вре́ємъ є҆ди́но, къ тїмоѳе́ю два̀, къ ті́тꙋ є҆ди́но, и҆ къ фїлимо́нꙋ є҆ди́но.

Данный список в отношении ветхозаветных книг повторяет иудейский Ямнийский канон, за исключением добавленных книги пророка Варуха, послания Иеремии и 2-й книги Ездры. Библейский канон Лаодикийского собора не получил широкого распространения, и при определении списка книг Священного Писания церковь стала руководствоваться 85-м Апостольским правилом и Посланием Афанасия Великого, включающими в состав Библии в Ветхом Завете 50 книг и в Новом Завете 27 книг.
Также собор закрепил практику совершения миропомазания сразу после совершения крещения (правило 48-е).
Кроме того, собор осудил как еретиков тех, кто не молится Иисусу Христу, а молится только ангелам, почитая их за творцов и правителей мира (правило 35-е). Появление этого правила объясняют наличием ереси, сторонники которой утверждали, что человек недостоин обращаться непосредственно ко Христу, а должен призывать в молитве ангелов, однако молитву к ангелам оно не запрещает.